# Кімберлінг-Сіті (Міссурі)
Кімберлінг-Сіті (англ. Kimberling City) — місто (англ. city) в США, в окрузі Стоун штату Міссурі. Населення — 2344 особи (2020).

## Географія
Кімберлінг-Сіті розташований за координатами 36°38′53″ пн. ш. 93°25′27″ зх. д. / 36.64806° пн. ш. 93.42417° зх. д. (36.648016, -93.424196).  За даними Бюро перепису населення США в 2010 році місто мало площу 9,79 км², з яких 8,86 км² — суходіл та 0,93 км² — водойми.

## Демографія
Згідно з переписом 2010 року, у місті мешкало 2400 осіб у 1147 домогосподарствах у складі 774 родин. Густота населення становила 245 осіб/км².  Було 1431 помешкання (146/км²).
Расовий склад населення:
| - 98,1 % — білих - 0,5 % — азіатів - 0,4 % — корінних американців - 0,2 % — чорних або афроамериканців |

До двох чи більше рас належало 0,7 %. Частка іспаномовних становила 1,3 % від усіх жителів.
За віковим діапазоном населення розподілялося таким чином: 14,4 % — особи молодші 18 років, 50,2 % — особи у віці 18—64 років, 35,4 % — особи у віці 65 років та старші. Медіана віку мешканця становила 57,1 року. На 100 осіб жіночої статі у місті припадало 87,9 чоловіків;  на 100 жінок у віці від 18 років та старших — 87,7 чоловіків також старших 18 років.
Середній дохід на одне домашнє господарство  становив 59 378 доларів США (медіана — 45 406), а середній дохід на одну сім'ю — 67 802 долари (медіана — 54 575). Медіана доходів становила 29 437 доларів для чоловіків та 41 250 доларів для жінок. За межею бідності перебувало 9,4 % осіб, у тому числі 15,9 % дітей у віці до 18 років та 5,7 % осіб у віці 65 років та старших.
Цивільне працевлаштоване населення становило 1051 осіб. Основні галузі зайнятості: освіта, охорона здоров'я та соціальна допомога — 17,1 %, мистецтво, розваги та відпочинок — 15,9 %, роздрібна торгівля — 15,7 %, будівництво — 15,7 %.